# 酒川郁子
酒川 郁子（さかがわ いくこ、6月14日 - ）は、日本の漫画家、イラストレーター。女性。東京都出身・在住。血液型はA型。
1990年、『BE・LOVE』（講談社）掲載の「うつむきがちなひまわり」でデビュー。以降、同誌や同誌の増刊誌などに作品を掲載。また、趣味の釣りを活かして釣り雑誌にイラストや漫画、コラムなどを掲載。2001年から連載した『おいしい銀座』は自身最長の長期連載作品となり、2008年にテレビドラマ化された。代表作は『おいしい銀座』。『オフィスユー』（集英社）で「美食のお時間」を連載中（2010年8月現在）。

## 主な作品

### 漫画
- 俺のスーパートラウト（コミック釣りつり、笠倉出版) - 単行本3巻（1999年）
- HARUKA （コミック釣りつり、笠倉出版）
- 釣りに行こう！ （1997年、ぶ〜けデラックス、集英社）
- さよりの魚魚（とと）日記 （1999年、ど・ぴーかん、ビブロス）
- この海に抱かれて （2000年 - 2001年、釣り王、フォーシーズ情報）
- おいしい銀座 （2001年 -  2008年、オフィスユー、創美社）- 単行本全22巻（4巻までは原作九十九森）
- パチンコ屋の花子さん（2003年 - 2004年、パチンコ777、竹書房）
- 釣れてって！FISHING （2003年、漫画ゴラク、日本文芸社）
- おいしい銀座 バイヤー真理 （2008年 - 2009年、オフィスユー） - 単行本全4巻
- 美食のお時間 （2010年 - 2012年、オフィスユー） - 単行本全6巻
- お江戸まかない帖(2015年、ぶんか社)
- お江戸まかない帖 深川めし(2016年、ぶんか社)
- お江戸まかない帖 サンマの塩焼き(2018年、ぶんか社)

雑誌掲載
- まんがグリム童話(ぶんか社) - 2003年～2004年に読み切り作品を掲載
- コミックボンボン(講談社) - 2006年、短編コーナー「ボンボンアカデミー」でフライフィッシングの紹介

### イラスト
- 今週の釣り作戦 （1997年 - 2004年、週刊つりニュース、週刊つりニュース）

### コラム・エッセイ
- 酒川郁子のフィッシングダイアリー （1997年 - 1998年、海釣りCLUB、三和出版）
- 今週の逸品 お取り寄せコラム （2006年 - 2007年、朝日新聞土曜版、朝日新聞社）